# Пожежна охорона Львова

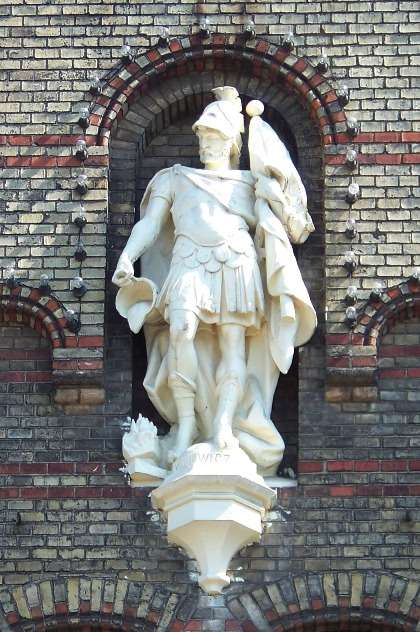
Св. Флоріан — покровитель пожежників

Поже́жна охоро́на Льво́ва була організована на основі рішення магістрату від 4 січня 1849 року з ініціативи бургомістра Карла Гьопфлінґена-Бергендорфа. До того гасінням пожеж у місті мали займатись міщани згідно з «Універсалом про порядок гасіння вогню у королівському столичному місті Львові», прийнятим 31 травня 1782 року.

## Початки постійної пожежної охорони

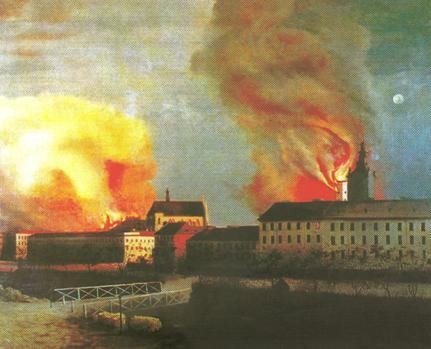
Пожежа середмістя 2 листопада 1848 року

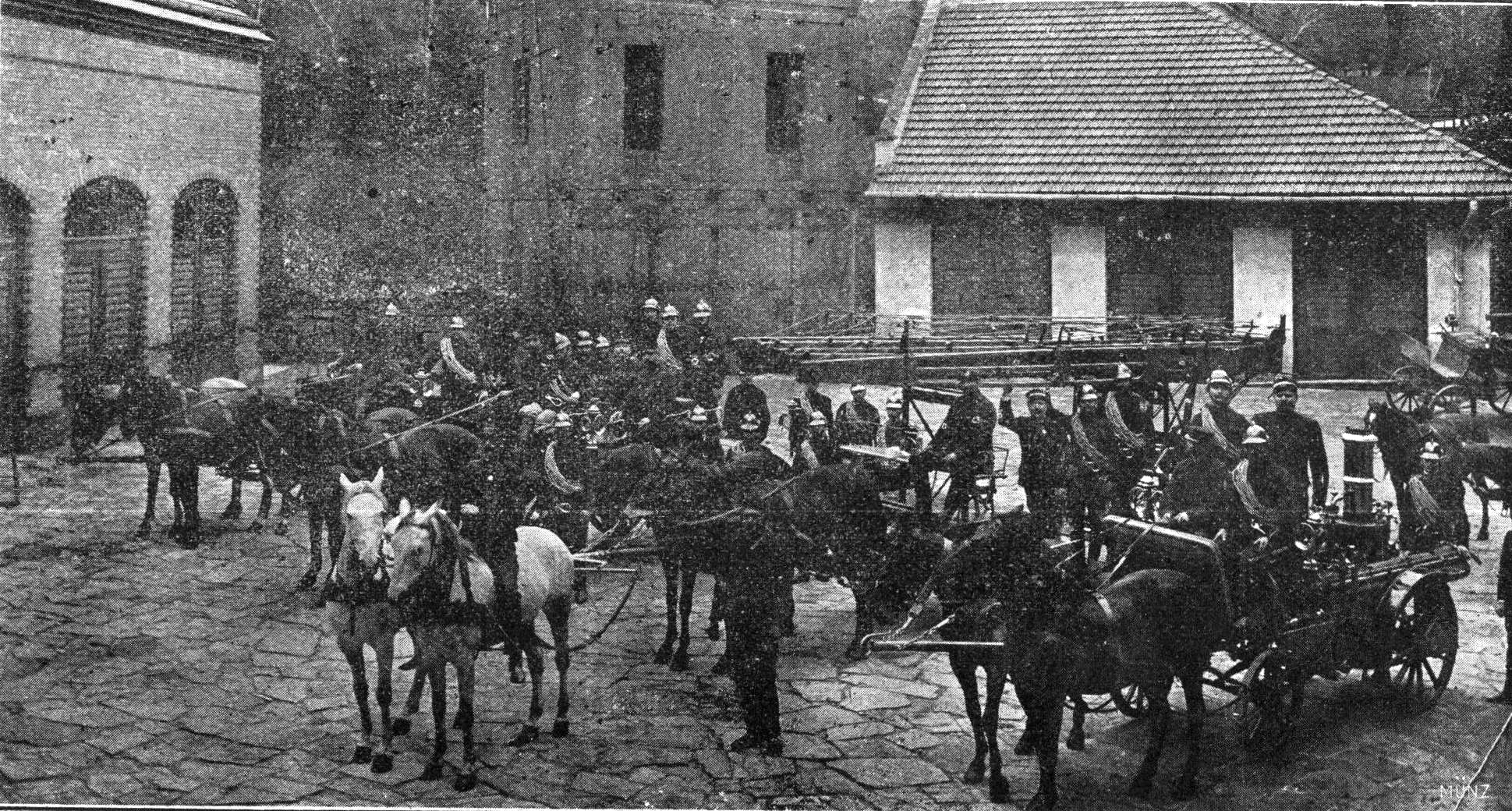
Спорядження пожежної команди на кінній тязі. Поч. XX ст.

До прийняття рішення про організацію постійної пожежної охорони, закупівлі двох помп, облаштування шлюзу на Полтві спричинилась значна шкода, завдана середмістю міста внаслідок його обстрілу 2 листопада 1848 року урядовою артилерією, що спричинив пожежі, які тривали до 8 листопада. Зокрема вигоріли ратуша, потринітарська будівля університету, пофранцисканська будівля театру. Вже до квітня 1850 р. з членів міської сторожі було сформовано корпус помперів, які 5 квітня провели перше навчання у дворі покармелітського кляштору на сьогоднішній вулиці князя Романа. Тоді вперше було перевірено медодику застосування висувних драбин на колесах, пожежного рукава, який привезли з Трієсту. У лютому 1851 було прийнято рішення про набір до корпусу пожежників інспектора, двох керівників помп, чотирьох командирів підрозділів, 40 пожежників і 20 із сторожі міста — людей відповідної поведінки і розвитку, які повинні організовувати гасіння пожеж. Їм повинні були допомагати відділи з сажотрусів, мулярів, теслів (100 осіб) та їхніх челядників (500 осіб), яких мали поділити по 100 осіб на кожну дільницю міста. Ще один відділ рятунку з 100 поважних високоморальних людей повинен був стерегти врятоване при пожежі майно, займатись розміщенням погорільців. Пожежники отримали темносіру уніформу з товстого сукна і з чорною шапкою, мідною каскою, шкіряним ременем, до якого кріпились сокира, а моток канату носили накинутим через плече. Краєвий уряд влітку 1852 прийняв «Закон про пожежну безпеку у Королівському столичному місті Львові», за яким гасінням пожеж мав займатись корпус пожежників, а Цісарсько-королівське міністерство внутрішніх справ у серпні 1858 затвердило пожежну команду у складі підрозділів магістрату Львова під керівництвом будівельного департаменту.
Перший підрозділ пожежників під командуванням Айтельбергера розмістили на першому поверсі ратуші, з вежі якої сторожа слідкувала за містом. При пожежі сторожа била у дзвін ратуші. Кількість ударів (від 1 до 6) означала дільницю, у якій помітили пожежу.
Згодом станції пожежників відкрили на сьогоднішній пл. Митній, у закритому шпиталі св. Станіслава, біля костелу св. Анни, у давньому міському броварі неподалік Полтви, де згодом появилась неіснуюча сьогодні вулиця Помперська (Насосна). На початку існування команди пожежників зобов'язали слідкувати за станом доріг, прибиранням і вивозом сміття.
Восени 1864 командиром корпусу пожежників з 69 осіб призначили колишнього військового інженера, поручника Павла Прауна (1836-1910), що вивчав пожежну справу у Майнці, Берліні і провів докорінну реорганізацію корпусу пожежників. Він був ініціатором створення 1875 Крайової Спілки добровільних пожежників Галичини й Лодомерії.

## Становлення пожежної охорони

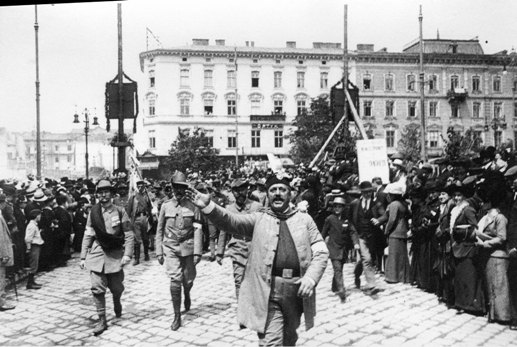
Парад товариства «Сокіл». 1914 рік

Перш за все Праун домігся у магістрату заборони залучення пожежників до сторонніх робіт, введення випробувального терміну для кандидатів у пожежники, проведення атестації особового складу команди та створення структур добровільних пожежних команд. У травні 1865 магістрат вирішив створити корпус добровільних помічників пожежників з 500 осіб, які мали допомагати в час гасіння пожеж, отримуючи певну винагороду. Та заклик не знайшов підтримки серед міщан. Замість цього з листопада 1867 розпочалось створення добровільного пожежного товариства «Сокіл», установчі збори якого пройшли у грудні 1867 року. Для покращення взаємодії підрозділів пожежної охорони їхні стражниці вирішено було сполучити телеграфним зв'язком (1879).
Згідно з новим статутом самоуправного міста 1871 р. пожежну охорону віднесли до допоміжних служб магістрату під керівництвом президента міста. Новоутворене товариство із введення в місті кінного трамваю магістрат зобов'язав 1879 при пожежі надавати 10 коней для підвозу води бочковозами. У липні 1883 міські пожежні стражниці, правління «Сокола» сполучили телефонним зв'язком. На 1906 у місті налічувалось 25 пожежних телефонів.

## Пожежні станції

Пожежна команда біля освяченого прапора. Поч. XX ст.

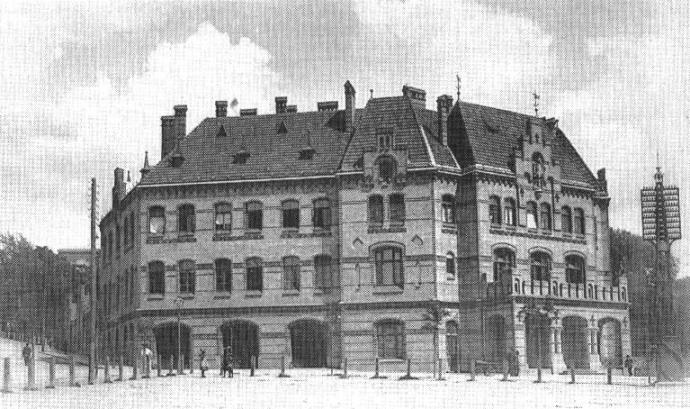
Центральна пожежна станція на поч. XX ст.

Для покращення пожежної безпеки міста у лютому 1884 було вирішено спорудити перші спеціальні приміщення пожежної сторожі на площах Митній (1908 передана війську на 25 років), Бема (вул. Ярослава Мудрого) із казармами для пожежників, стайнями для 24 пар коней. На основі вивчення досвіду Берліна, Гамбургу, Бремена у лютому 1899 було вирішено спорудити будівлю центральної пожежної станції міста на вул. Підвальній із казармами для 54 осіб, стайнями коней, депо бочковозів, квартирами для сімей офіцерів. Будівлю урочисто освятили 22 червня 1901 року. Її фасад прикрасила фігура св. Флоріана — європейського патрона пожежників, авторства Петра Войтовича. Крім пожежників тут розміщувались станція швидкої допомоги, міська телефонна станція, бюро міського хіміка, міських водогонів, стайні для возів і 6 коней для вивезення сміття, 2 коней станції швидкої допомоги, помешкання їхніх фірманів. Також там знаходились 4 помпи системи Кнауста, висувна драбина, бочковози.

## Перша світова війна
Якщо 1914 австрійське військо покинуло місто без бою, що не призвело до його обстрілу і пожеж, то у червні 1915 російське військо при відступі намагалось здійснити підпал урядових будівель. Спеціально призначені команди мали облити нафтою і бензином найзначніші будівлі міста. Протягом 4 днів міщанам, пожежникам вдалось недопустити до здійснення цього плану. Через мобілізацію чоловіків 1916 управа міста наказала вперше прийняти до пожежної команди 10-20 жінок для виконання функцій сторожі. У листопаді 1918 в час польсько-української війни на час пожежі Головної пошти пожежники порушили умови перемир'я, за яким на час гасіння пожежі її мали покинути усі збройні підрозділи, що власне виконали українські січові стрільці. Пожежники таємно пропустили до будівлі пошти польські загони, що у значній мірі вирішило долю боїв за цитадель. Після відступу Української Галицької армії 23 листопада 1918 відбувся погром євреїв у Краківській дільниці міста, що спричинило до великої пожежі забудови дільниці, коли були пошкоджені вогнем синагоги, вигоріло декілька будинків.

## Міжвоєнний період

Пожежники на параді. 1930-і роки

Пожежна команда Львова у 1930-х роках

На листопад 1919 у Львові налічувалось 18 пожежників. Збільшення площі міста на початку XX ст. та пожежні вози на 6 осіб з кінною тягою не сприяли швидкому прибутті пожежників до місця пожежі, подачі достатньої кількості води. У лютому 1922 магістрат прийняв ухвалу про закупівлю 5 пожежних автомашин. Та лише 1925 президент міста Й. Нойман купив перший автомобіль англійської фірми «Demobil». Наступного року було куплено ще один автомобіль та 2 автоцистерни надало військо. Наступні 3 автомобілі «Шкода» з помпами місто придбало 1931 року. Три автомашини «Polski Fiat» та самохідну 30-метрову драбину «Metz» на шасі «Fiat» докупили 1932 року, що викликало протест львівської фірми, яка пропонувала місту купити виготовлені нею пожежні автомашини. Також у розпорядженні пожежників були дві мотопомпи на причепах. Весною 1934 пожежники продали дві останні пари коней. Того ж року згідно з прийнятим законом «Про захист від пожеж» у містах з населенням понад 40 тисяч осіб в обов'язковому порядку вводили професійні пожежні команди. Також пожежні команди існували на фабриці пожежного обладнання «Унія стражацька», залізниці. До міста було приєднано селища Замарстинів, Знесіння, Голоско, Левандівка, Клепарів, де створили добровільні пожежні команди.
У листопаді 1927 було ліквідовано спостережний пост з 5 пожежників на вежі ратуші через його малу ефективність. На 1937 через значну площу міста було вирішено створити ще 4 пожежні станції на Богданівці, Замарстинові, біля Східних торгів і на Пасічній. Загалом тоді у місті налічувалось 74 пожежники, 7 автопомп, 3 автоцистерни, 2 автодрабини, 1 гусеничний тягач, 3 легкові автомашини, машини санітарна та вантажна.

## "Унія стражацька"

Рекламний проспект мотопомпи «Леополія»

У Львові діяла спілка «Унія стражацька», що виробляла різноманітну пожежну техніку, зокрема ручні пожежні помпи «Полтва», «Унія», колісні ручні помпи «Дунаєць», «Ніда», пожежні кінні брички з ручними помпами «Войцех», «Вісла», мотопомпи, кінні дво- та чотириколісні бочковози, пожежні автомобілі. Найвідомішою була мотопомпа «Леополія», яку закупляли пожежні команди на теренах всієї ІІ Речі Посполитої.

## Друга світова війна
У вересні 1939 та червні 1941 внаслідок бомбардувань було знищено декілька будинків центральної частини міста, але внаслідок швидкоплинних бойових дій Львів не зазнав значних пошкоджень. У червні 1941 вигоріло декілька будівель на проспекті Свободи та була підпалена тюрма «Бригідки» відступаючими загонами НКВД. Починаючи з 1941 р. гітлерівцями були спалені та підірвані всі синагоги міста. У липні 1944 німецьке військо відступило без битви за місто, яке зазнало незначних пошкоджень. Зате за час війни була втрачена більшість пожежного спорядження, забраного для військових цілей.

## Повоєнний період
У післявоєнний період основними пожежними автомобілями стали автонасоси, автоцистерни і т. д., створені в СРСР на базі вантажівки ГАЗ-АА, ГАЗ-ААА, ЗІС-5. У наступні роки автопарк поповнювався пожежними автомобілями, виробленими в СРСР. Було реалізовано довоєнну ідею по будівництву декількох пожежних станцій у районах міста.
У травні 1954 на основі передислокованого з Києва училища було створене Львівське пожежно-технічне училище МВС СРСР (з 1960 МВС УРСР), яке розмістили у будівлях давнього будинку військових інвалідів, зведеного до 1863 за розпорядженням імператора Франца Йосифа І та за проектом архітектора Теофіла Гансена. У червні 2001 училище було реорганізоване у Львівський інститут пожежної безпеки МВС України, який з січня 2003 був підпорядкований МНС України. З 29 березня 2006 заклад був реорганізований у
Львівський державний університет безпеки життєдіяльності.

## Галерея

Пожежа ратуші 1848 року
Згарище ратуші
Згарище пофранцисканського театру на 1849 рік. Худ. В. Грабовський
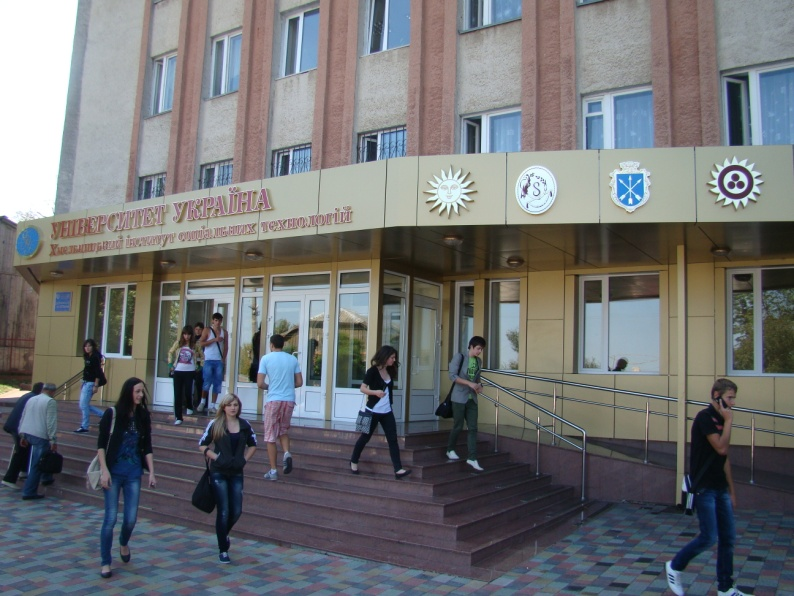
Згарище бібліотеки університету
Перший командир пожежної охорони Львова Павло Праун
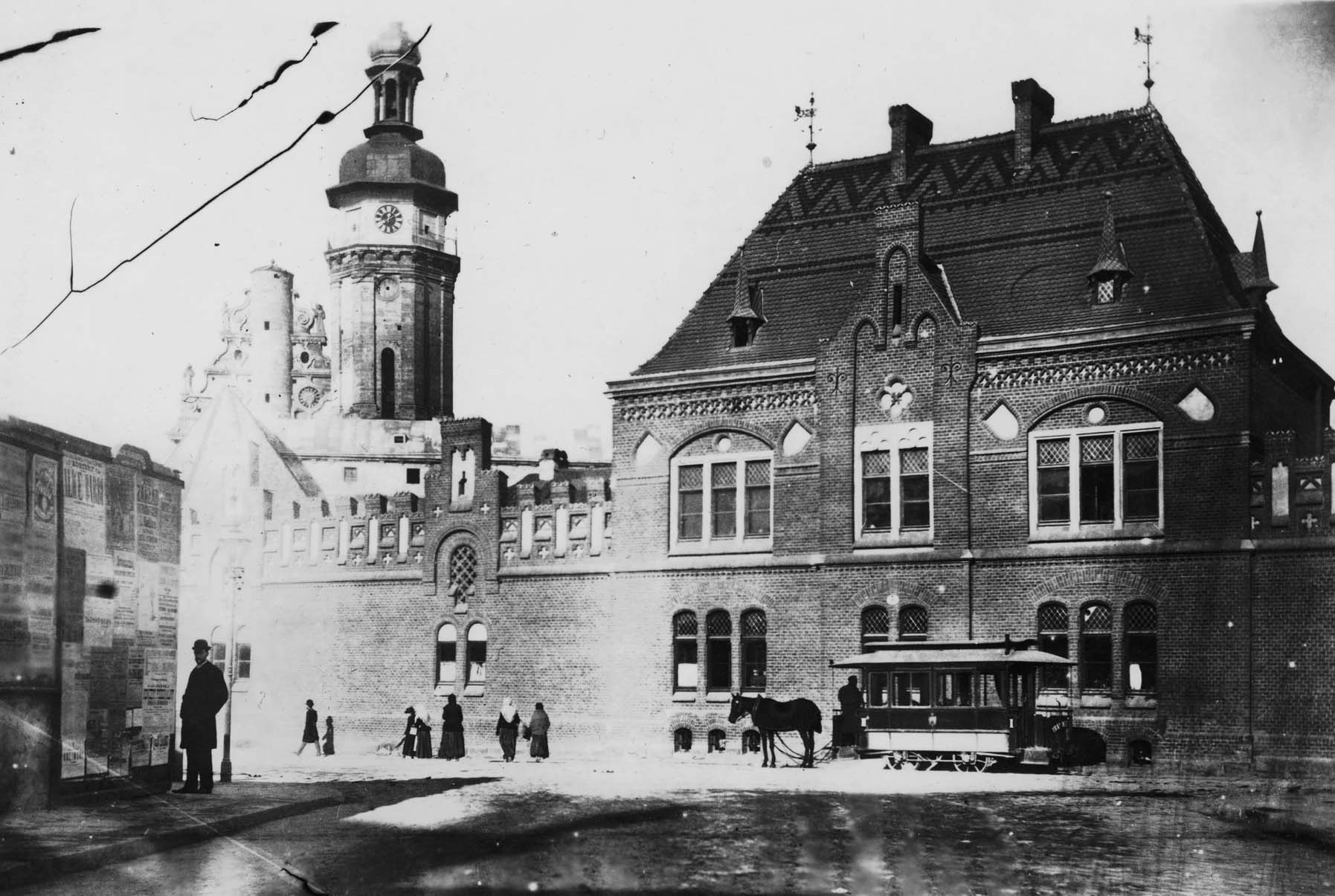
Пожежна станція на пл. Митній на межі XIX-ХХ ст.
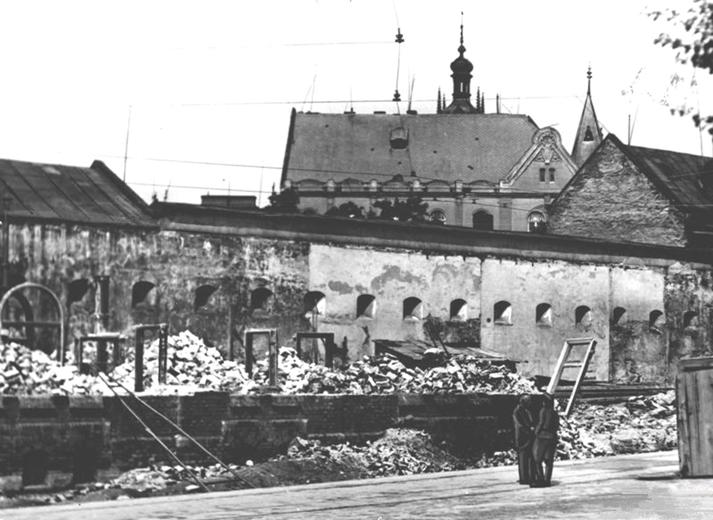
Розбирання пожежного депо на пл. Митній. Поч. XX ст.
Тренування пожежників на початку XX ст.
Гасіння пожежі на Краківській вулиці. Поч. XX ст.
Карета кінної швидкої допомоги - "нагла поміч"
Згарище Головної пошти 1919 р.
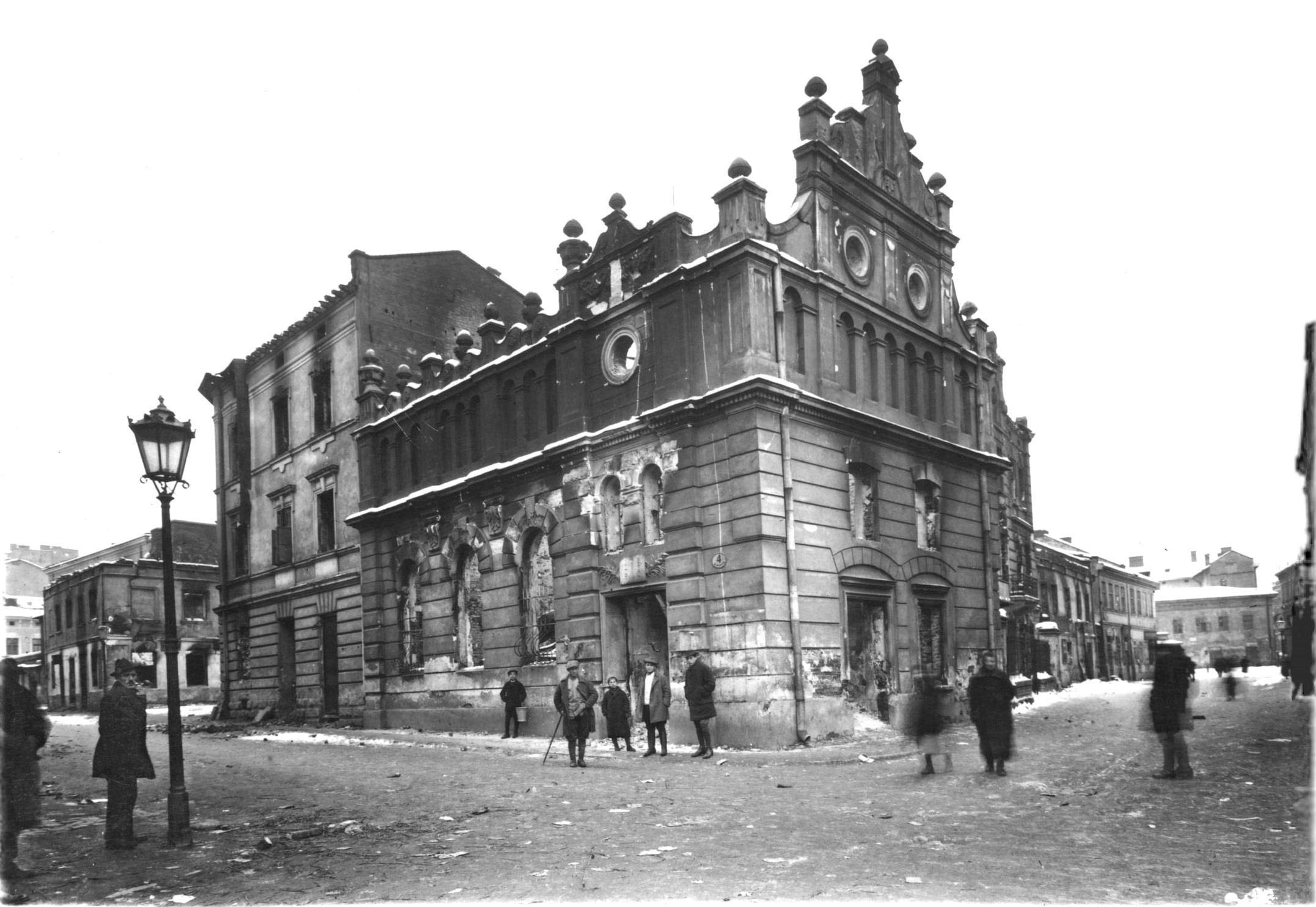
Синагога хасидів, спалена на Краківському передмісті у листопаді 1918 року
Станція швидкої допомоги у будівлі пожежної команди. 1930-і роки
Пожежний автомобіль. 1930-і роки
Пожежний тягач фірми "Унія стражацька"
Пожежна команда залізниці. 1930-і роки
Добровільна команда залізниці біля парової помпи. 1930-і роки
Реклама закладу "Унія стражацька" 1930-і роки
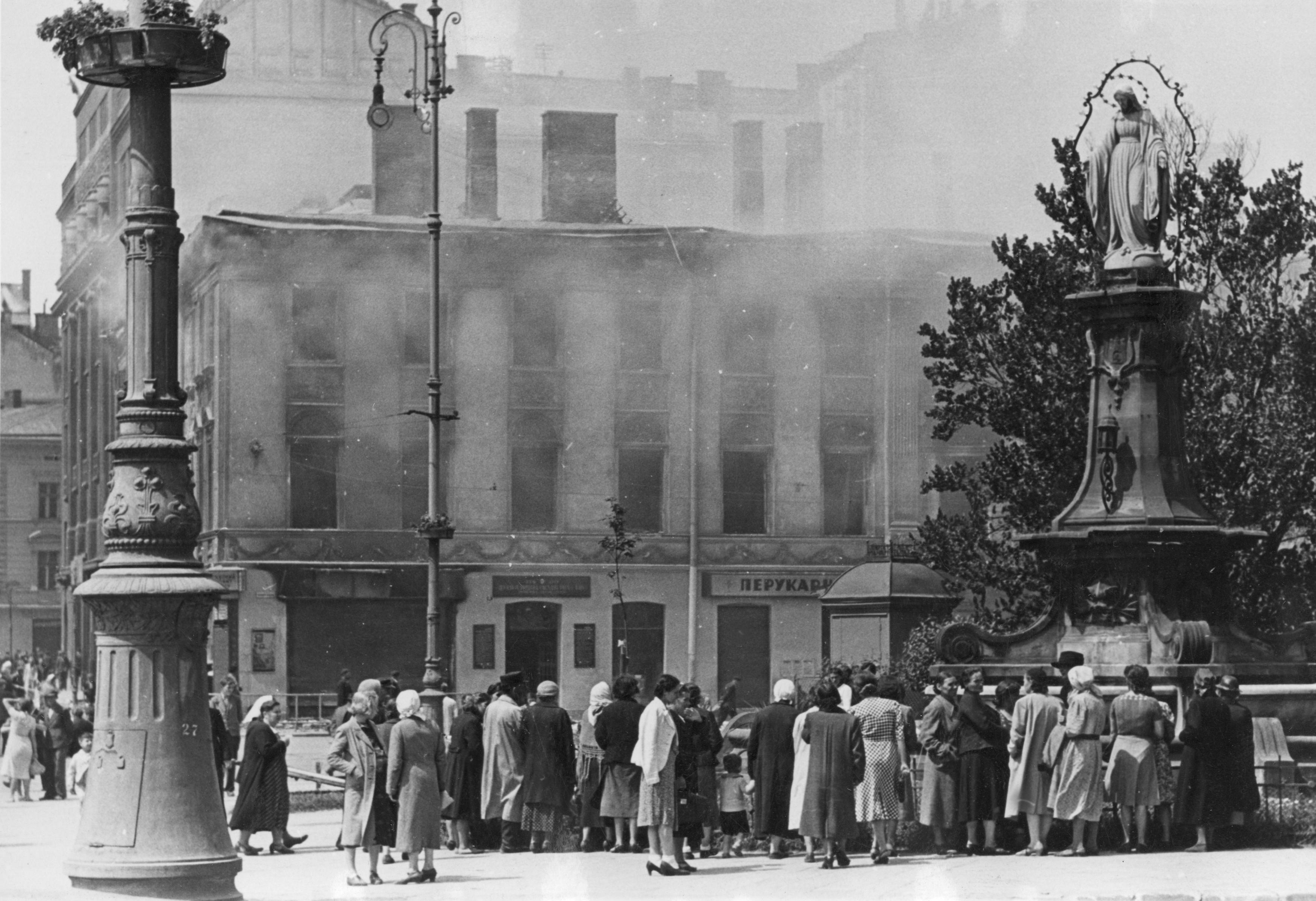
Згарище будинку на проспекті Свободи у червні 1941 р.
Згарище тюрми Бригідки у червні 1941 року
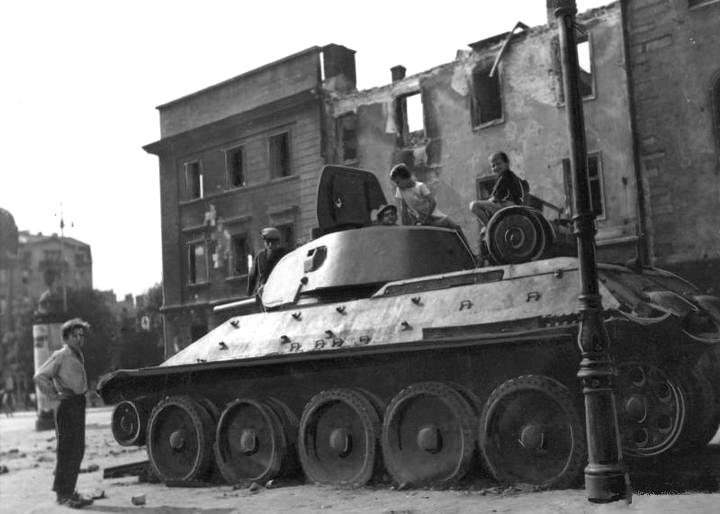
Згарище урядових будівель на проспекті Свободи у червні 1941 року
Пожежний автомобіль ПМГ-3. Автор макету Качор І. В.
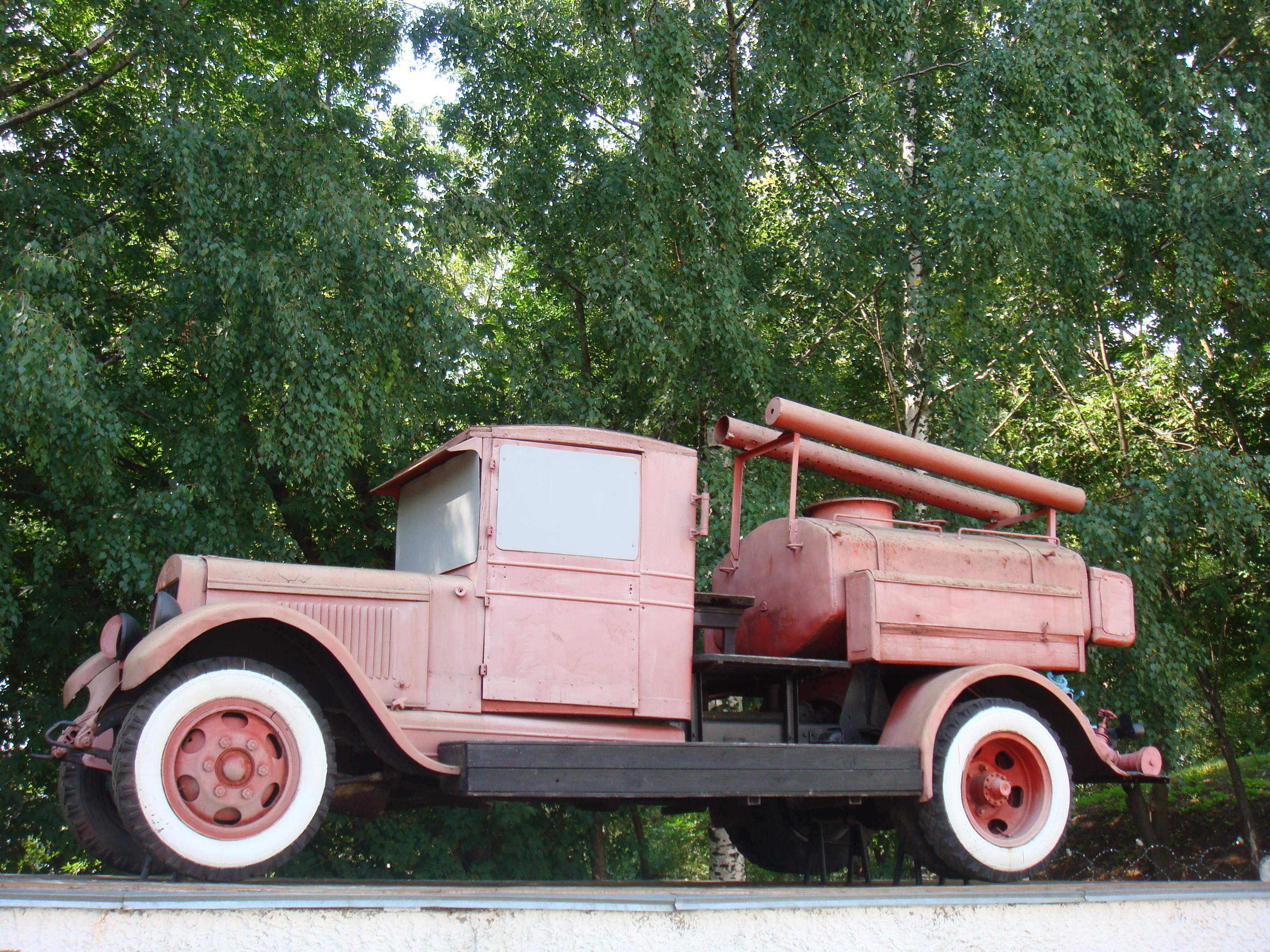
Автоцистерна на базі ЗІС-5
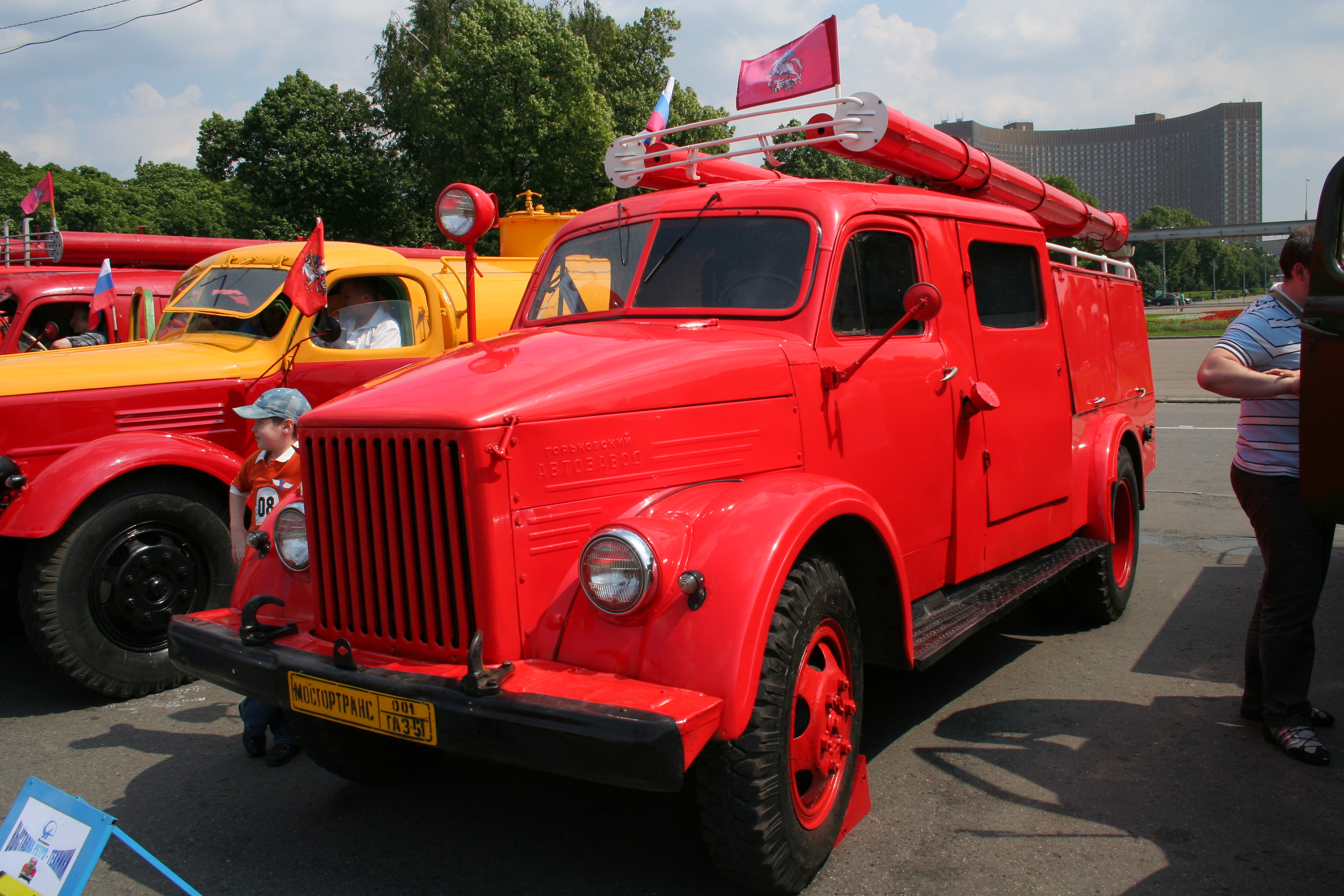
Пожежний автомобіль ПМГ-19 на базі вантажівки ГАЗ-51 (1963)
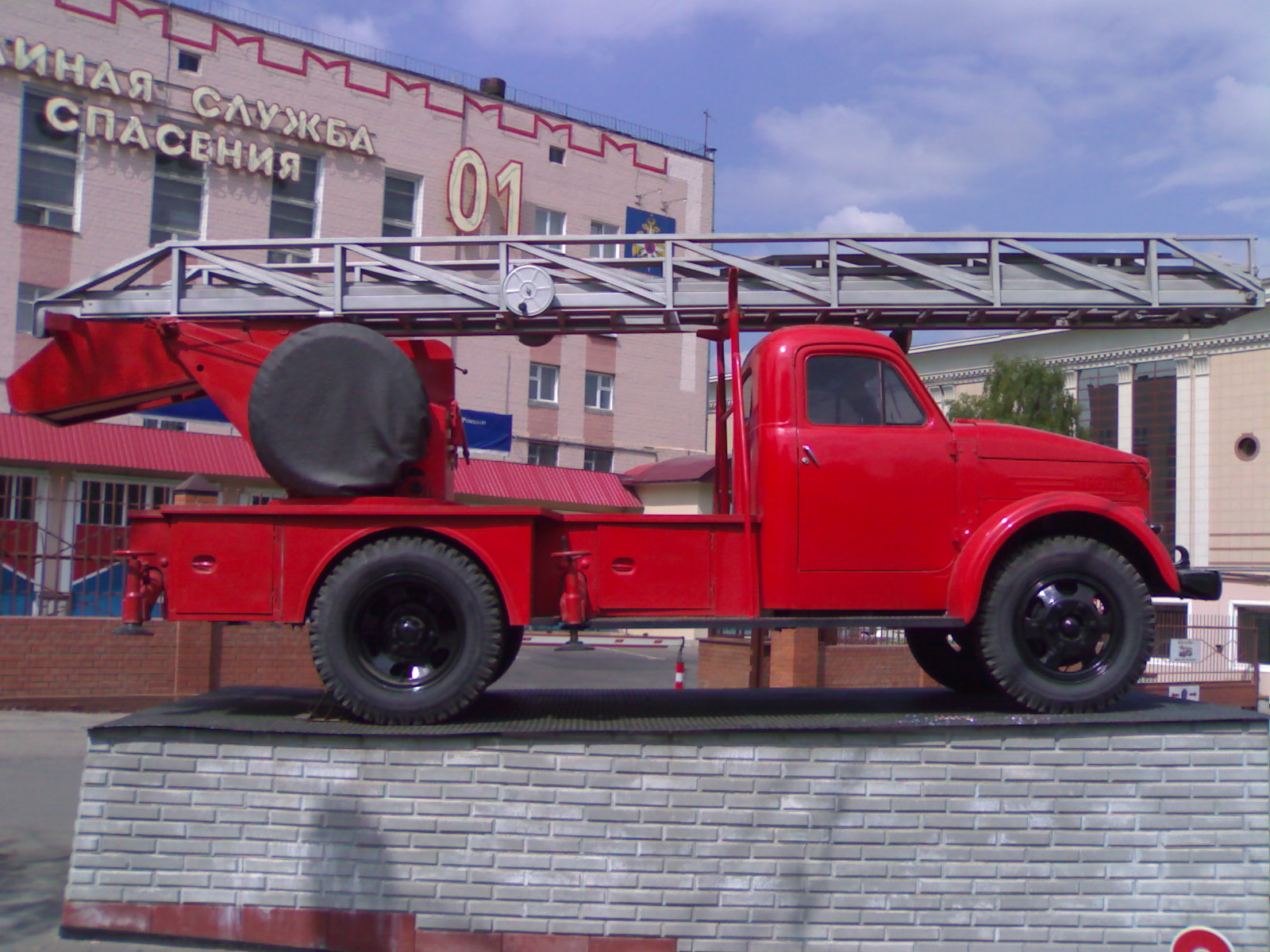
Пожежна драбина на базі ГАЗ - 51 (1955)
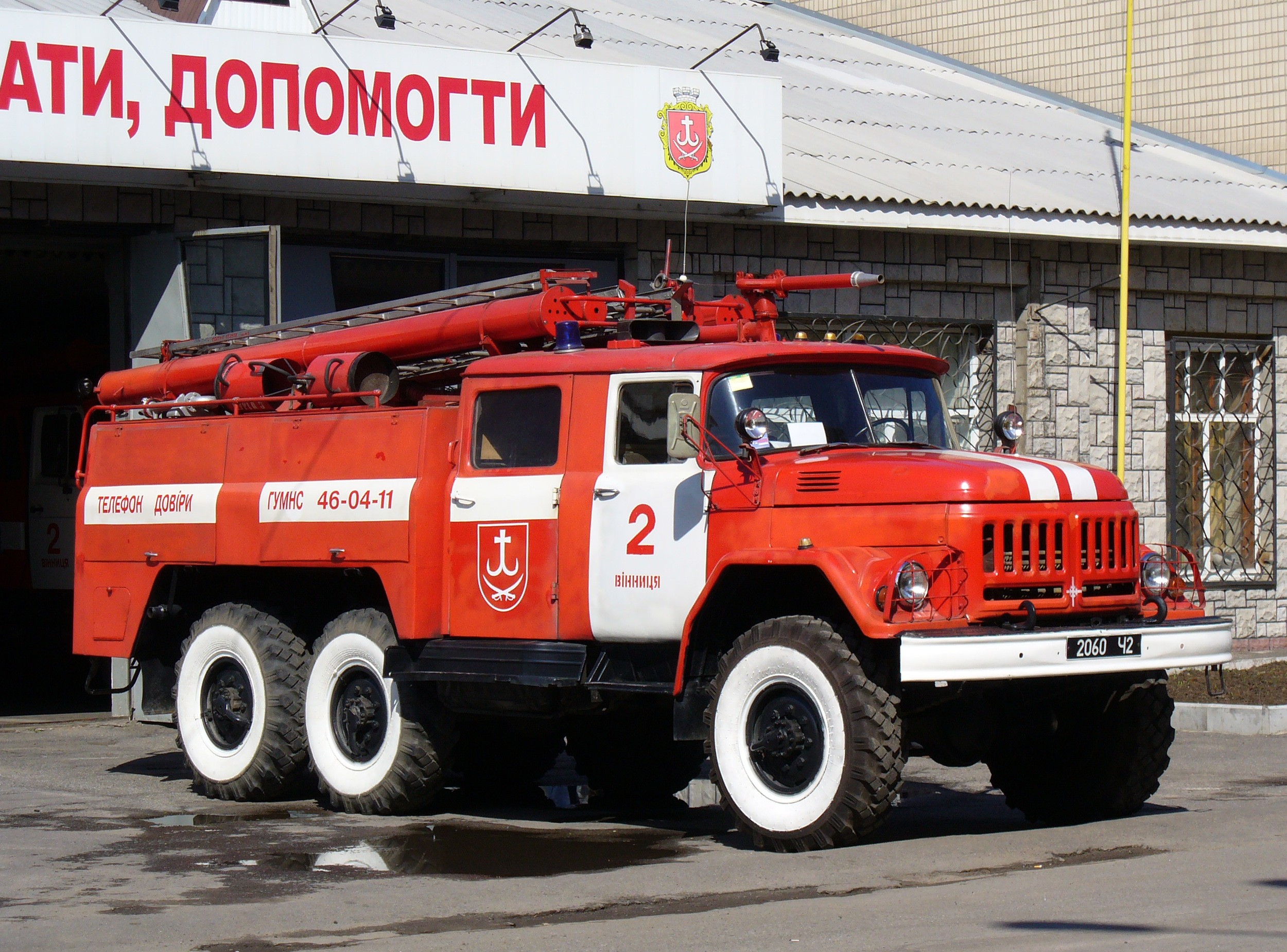
Пожежний автомобіль на базі ЗІЛ-131 (1980)
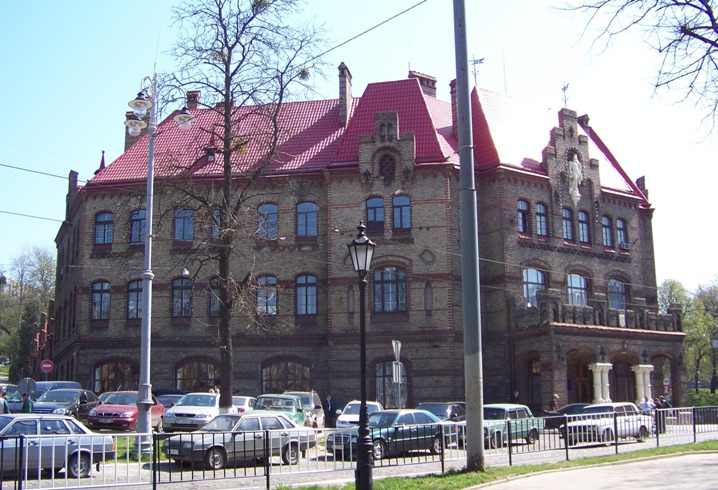
Управління МНС у Львівській області
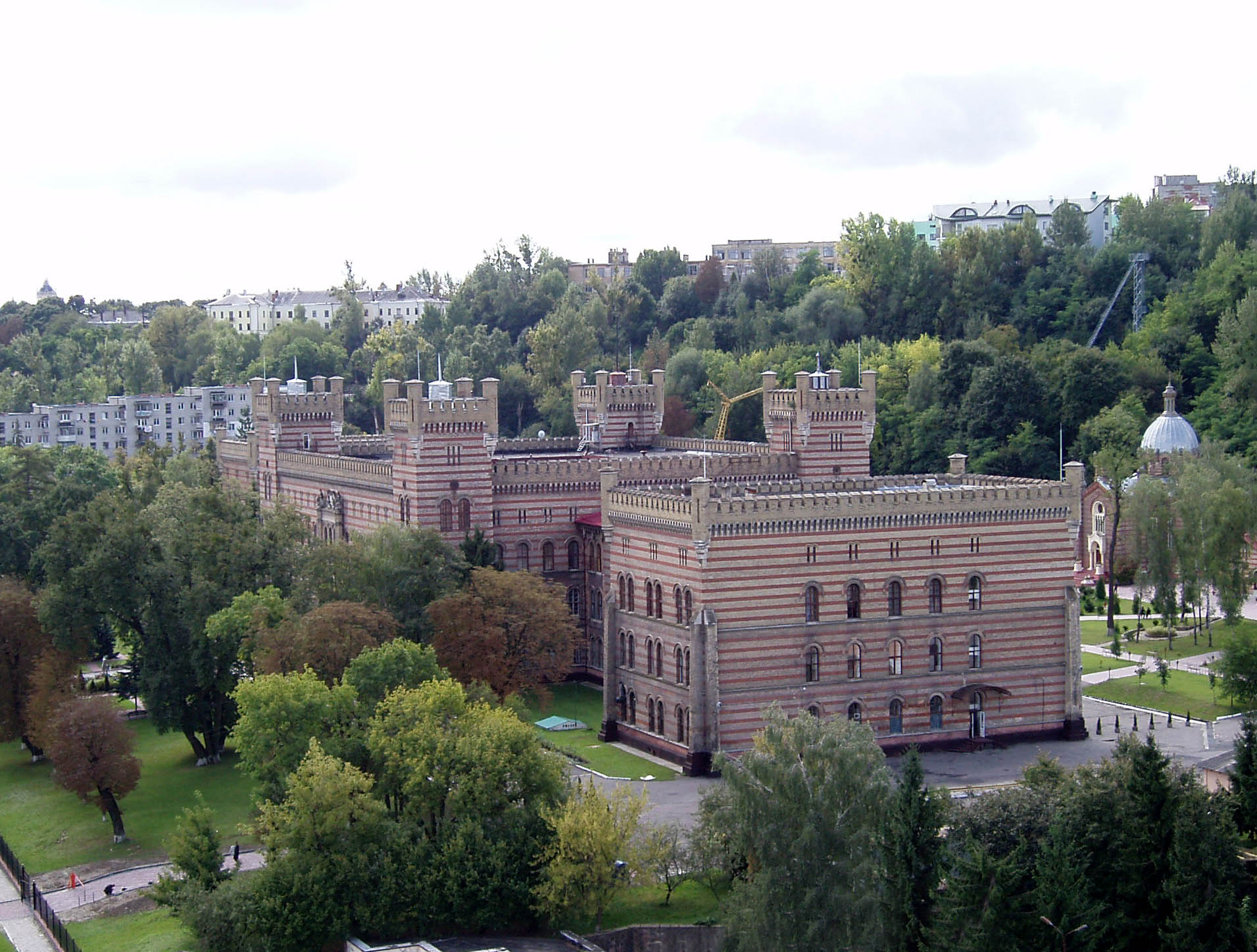
Львівський державний університет безпеки життєдіяльності